# Masters de Indian Wells 2014
El BNP Paribas Open 2014 es un torneo de tenis ATP World Tour Masters 1000 en su rama masculina y WTA Premier Mandatory en la femenina. Se disputó en Indian Wells (Estados Unidos), en las canchas duras del complejo Indian Wells Tennis Garden, entre el 3 y el 16 de marzo de ese año.
Junto al Masters de Miami, el Masters de Indian Wells cierra la primera etapa de la temporada de cemento, previa a los torneos de tierra batida y a Roland Garros.

## Puntos y premios en efectivo

### Distribución de puntos
| Evento                  | G    | F   | SF  | CF  | Ronda de 16 | Ronda de 32 | Ronda de 64 | Ronda de 128 | Q  | Q2 | Q1 |
| Individuales masculinos | 1000 | 600 | 360 | 180 | 90          | 45          | 25          | 10           | 16 | 8  | 0  |
| Dobles masculinos       | 1000 | 600 | 360 | 180 | 90          | 45          | 0           | —            | —  | —  | —  |
| Individuales femeninos  | 1000 | 650 | 390 | 215 | 120         | 65          | 35          | 10           | 30 | 20 | 2  |
| Dobles femeninos        | 1000 | 650 | 390 | 215 | 120         | 65          | 5           | —            | —  | —  | —  |

### Premios en efectivo
Los premios en efectivo del BNP Paribas Open 2014 va a incrementarse significantemente en comparación al del año pasado, con todos los jugadores compitiendo por un monto de  $6,169,040. Todos los Premios se entregarán en Dólares Americanos.
| Evento                  | G          | F        | SF       | CF       | Ronda de 16 | Ronda de 32 | Ronda de 64 | Ronda de 128 | Q2     | Q1     |
| Individuales masculinos | $1,000,000 | $500,000 | $225,000 | $104,000 | $52,000     | $26,000     | $16,000     | $11,000      | $2,800 | $1,400 |
| Individuales femeninos  | $1,000,000 | $500,000 | $225,000 | $104,000 | $52,000     | $26,000     | $16,000     | $11,000      | $2,800 | $1,400 |
| Dobles masculinos       | $258,000   | $126,000 | $63,100  | $32,220  | $17,000     | $9,100      | —           | —            | —      | —      |
| Dobles femeninos        | $258,000   | $126,000 | $63,100  | $32,220  | $17,000     | $9,100      | —           | —            | —      | —      |

## Cabezas de serie

### Sembrados
| Semb. | Rk. | Jugador               | Puntos Antes | Puntos a Defender | Puntos Ganados | Puntos Después | Actuación en el Torneo                                 |
| ----- | --- | --------------------- | ------------ | ----------------- | -------------- | -------------- | ------------------------------------------------------ |
| 1     | 1   | Rafael Nadal          | 14,085       | 1000              | 45             | 13,130         | Tercera ronda, perdió ante Alexandr Dolgopolov [28]    |
| 2     | 2   | Novak Djokovic        | 10,260       | 360               | 1000           | 10,900         | Campeón venció a Roger Federer [7]                     |
| 3     | 3   | Stanislas Wawrinka    | 5,650        | 90                | 90             | 5,650          | Cuarta ronda, perdió ante Kevin Anderson [17]          |
| 4     | 5   | Tomáš Berdych         | 4,890        | 360               | 10             | 4,540          | Segunda ronda, perdió ante Roberto Bautista-Agut       |
| 5     | 6   | Andy Murray           | 4,885        | 180               | 90             | 4,795          | Cuarta ronda, perdió ante Milos Raonic [10]            |
| 6     | 7   | Juan Martín del Potro | 4,870        | 600               | 0              | 4,270          | Segunda ronda, baja ante Feliciano López               |
| 7     | 8   | Roger Federer         | 4,625        | 180               | 600            | 5,045          | Final, perdió ante Novak Djokovic [2]                  |
| 8     | 9   | Richard Gasquet       | 2,950        | 90                | 45             | 2,905          | Tercera ronda, perdió ante Fernando Verdasco [30]      |
| 9     | 10  | Jo-Wilfried Tsonga    | 2,785        | 180               | 10             | 2,615          | Segunda ronda, perdió ante Julien Benneteau            |
| 10    | 11  | Milos Raonic          | 2,485        | 90                | 180            | 2,575          | Cuartos de final, perdió ante Alexandr Dolgopolov [28] |
| 11    | 12  | Tommy Haas            | 2,435        | 90                | 90             | 2,435          | Cuarta ronda, perdió ante Roger Federer [7]            |
| 12    | 13  | John Isner            | 2,320        | 10                | 360            | 2,670          | Semifinales, perdió ante Novak Djokovic [2]            |
| 13    | 14  | Fabio Fognini         | 2,230        | 25                | 90             | 2,295          | Cuarta ronda, perdió ante Alexandr Dolgopolov [28]     |
| 14    | 15  | Mijaíl Yuzhny         | 2,145        | 10                | 0              | 2,135          | Segunda ronda, baja ante Michael Russell               |
| 15    | 16  | Grigor Dimitrov       | 2,130        | 45                | 45             | 2,130          | Tercera ronda, perdió ante Ernests Gulbis [20]         |
| 16    | 17  | Tommy Robredo         | 2,005        | 0                 | 45             | 2,050          | Tercera ronda, perdió ante Marin Čilić [24]            |
| 17    | 18  | Kevin Anderson        | 1,940        | 180               | 180            | 1,940          | Cuartos de final, perdió ante Roger Federer [7]        |
| 18    | 20  | Jerzy Janowicz        | 1,750        | 45                | 10             | 1,715          | Segunda ronda, perdió ante Alejandro Falla             |
| 19    | 21  | Kei Nishikori         | 1,715        | 45                | 45             | 1,715          | Tercera ronda, perdió ante Tommy Haas [11]             |
| 20    | 22  | Ernests Gulbis        | 1,616        | 106               | 180            | 1,690          | Cuartos de final, perdió ante John Isner [12]          |
| 21    | 23  | Gilles Simon          | 1,565        | 90                | 10             | 1,485          | Segunda ronda, perdió ante Dominic Thiem [Q]           |
| 22    | 24  | Philipp Kohlschreiber | 1,510        | 10                | 10             | 1,510          | Segunda ronda, perdió ante Yen-Hsun Lu                 |
| 23    | 25  | Gaël Monfils          | 1,475        | 0                 | 45             | 1,520          | Tercera ronda, perdió ante Fabio Fognini [13]          |
| 24    | 26  | Marin Čilić           | 1,455        | 45                | 90             | 1,500          | Cuarta ronda, perdió ante Novak Djokovic [2]           |
| 25    | 27  | Vasek Pospisil        | 1,359        | 26                | 10             | 1,343          | Segunda ronda, perdió ante Mikhail Kukushkin           |
| 26    | 29  | Florian Mayer         | 1,245        | 45                | 10             | 1,210          | Segunda ronda, perdió ante Jarkko Nieminen             |
| 27    | 30  | Dmitry Tursunov       | 1,212        | 26                | 45             | 1,231          | Tercera ronda, perdió ante Roger Federer [7]           |
| 28    | 31  | Alexandr Dolgopolov   | 1,205        | 10                | 360            | 1,555          | Semifinales, perdió ante Roger Federer [7]             |
| 29    | 32  | Andreas Seppi         | 1,195        | 45                | 45             | 1,195          | Tercera ronda, perdió ante Stanislas Wawrinka [3]      |
| 30    | 33  | Fernando Verdasco     | 1,190        | 10                | 90             | 1,270          | Cuarta ronda, perdió ante John Isner [12]              |
| 31    | 34  | Ivan Dodig            | 1,145        | 45                | 10             | 1,110          | Segunda ronda, perdió ante Alejandro González          |
| 32    | 35  | Pablo Andújar         | 1,141        | 25                | 10             | 1,126          | Segunda ronda, perdió ante Jiří Veselý                 |

### Bajas
| Ranking | Jugador         | Puntos Antes | Puntos a Defender | Puntos Ganados | Puntos Después | Baja debido a         |
| ------- | --------------- | ------------ | ----------------- | -------------- | -------------- | --------------------- |
| 4       | David Ferrer    | 5,160        | 10                | 0              | 5,150          | Lesión en el abductor |
| 19      | Nicolás Almagro | 1,840        | 45                | 0              | 1,795          | Lesión de hombro      |
| 28      | Benoît Paire    | 1,275        | 45                | 0              | 1,230          | Lesión de rodilla     |

- Ranking del 3 de marzo de 2014

### Dobles masculinos
| Tenistas                               | Ranking | Preclasificado |
| Bob Bryan / Mike Bryan                 | 2       | 1              |
| Alexander Peya / Bruno Soares          | 6       | 2              |
| Ivan Dodig / Marcelo Melo              | 11      | 3              |
| David Marrero / Fernando Verdasco      | 18      | 4              |
| Rohan Bopanna / Aisam-ul-Haq Qureshi   | 26      | 5              |
| Daniel Nestor / Nenad Zimonjić         | 28      | 6              |
| Łukasz Kubot / Robert Lindstedt        | 38      | 7              |
| Mariusz Fyrstenberg / Marcin Matkowski | 40      | 8              |

- Ranking del 3 de marzo de 2014

### Individuales femeninos
| Semb. | Rank. | Jugadora                  | Puntos Antes | Puntos a Defender | Puntos Ganados | Puntos Después | Actuación en el Torneo                              |
| ----- | ----- | ------------------------- | ------------ | ----------------- | -------------- | -------------- | --------------------------------------------------- |
| 1     | 2     | Na Li                     | 6,795        | 0                 | 390            | 7,185          | Semifinales, cayó ante Flavia Pennetta [20]         |
| 2     | 3     | Agnieszka Radwańska       | 5,705        | 140               | 650            | 6,215          | Final, cayó ante Flavia Pennetta [20]               |
| 3     | 4     | Victoria Azarenka         | 5,681        | 250               | 10             | 5,441          | Segunda ronda, cayó ante Lauren Davis               |
| 4     | 5     | María Sharápova           | 5,206        | 1,000             | 65             | 4,271          | Tercera ronda, cayó ante Camila Giorgi [Q]          |
| 5     | 6     | Angelique Kerber          | 4,490        | 450               | 10             | 4,050          | Segunda ronda, cayó ante María Teresa Torró Flor    |
| 6     | 7     | Simona Halep              | 4,435        | 50                | 390            | 4,775          | Semifinales, cayó ante Agnieszka Radwanska [2]      |
| 7     | 8     | Jelena Janković           | 4,380        | 5                 | 215            | 4,590          | Cuartos de final, cayó ante Agnieszka Radwanska [2] |
| 8     | 9     | Petra Kvitová             | 4,365        | 250               | 120            | 4,235          | Cuarta ronda, cayó ante Dominika Cibulková [12]     |
| 9     | 10    | Sara Errani               | 4,015        | 250               | 65             | 3,830          | Tercera ronda, cayó ante Eugenie Bouchard [18]      |
| 10    | 11    | Caroline Wozniacki        | 3,185        | 700               | 120            | 2,605          | Cuarta ronda, cayó ante Jelena Jankovic [7]         |
| 11    | 12    | Ana Ivanovic              | 3,155        | 80                | 65             | 3,140          | Tercera ronda, cayó ante Sloane Stephens [17]       |
| 12    | 13    | Dominika Cibulková        | 3,335        | 80                | 215            | 3,470          | Cuartos de final, cayó ante Na Li [1]               |
| 13    | 14    | Roberta Vinci             | 2,940        | 80                | 65             | 2,925          | Tercera ronda, cayó ante Casey Dellacqua [Q]        |
| 14    | 15    | Carla Suárez Navarro      | 2,635        | 80                | 65             | 2,620          | Tercera ronda, cayó ante Alizé Cornet [22]          |
| 15    | 16    | Sabine Lisicki            | 2,650        | 0                 | 10             | 2,660          | Segunda ronda, cayó ante Aleksandra Wozniak [PR]    |
| 16    | 17    | Samantha Stosur           | 2,605        | 250               | 65             | 2,420          | Tercera ronda, cayó ante Flavia Pennetta [20]       |
| 17    | 18    | Sloane Stephens           | 2,415        | 5                 | 215            | 2,625          | Cuartos de final, cayó ante Flavia Pennetta [20]    |
| 18    | 19    | Eugenie Bouchard          | 2,379        | (14)              | 120            | 2,485          | Cuarta ronda, cayó ante Simona Halep [6]            |
| 19    | 20    | Kirsten Flipkens          | 2,285        | 80                | 10             | 2,215          | Segunda ronda, cayó ante Casey Dellacqua [Q]        |
| 20    | 21    | Flavia Pennetta           | 2,260        | 5                 | 1000           | 3,255          | Campeona, venció a Agnieszka Radwańska [2]          |
| 21    | 22    | Anastasiya Pavliuchenkova | 2,180        | 5                 | 65             | 2,240          | Tercera ronda, cayó ante Aleksandra Wozniak [PR]    |
| 22    | 23    | Alizé Cornet              | 2,160        | 50                | 120            | 2,230          | Cuarta ronda, cayó ante Agnieszka Radwanska [2]     |
| 23    | 24    | Yekaterina Makarova       | 2,065        | 5                 | 65             | 2,130          | Tercera ronda, cayó ante Dominika Cibulková [12]    |
| 24    | 26    | Kaia Kanepi               | 2,035        | 0                 | 10             | 2,045          | Segunda ronda, cayó ante Yaroslava Shvedova [Q]     |
| 25    | 27    | Sorana Cîrstea            | 1,980        | 80                | 10             | 1,910          | Segunda ronda, cayó ante Camila Giorgi [Q]          |
| 26    | 28    | Lucie Šafářová            | 1,820        | 5                 | 65             | 1,885          | Tercera ronda, cayó ante Simona Halep [6]           |
| 27    | 29    | Svetlana Kuznetsova       | 1,598        | 80                | 65             | 1,583          | Tercera ronda, cayó ante Petra Kvitova [8]          |
| 28    | 32    | Klára Zakopalová          | 1,745        | 140               | 10             | 1,615          | Segunda ronda, cayó ante Karolína Plíšková          |
| 29    | 33    | Daniela Hantuchová        | 1,482        | 50                | 10             | 1,442          | Segunda ronda, cayó ante Varvara Lepchenko          |
| 30    | 34    | Yelena Vesnina            | 1,465        | 80                | 10             | 1,355          | Segunda ronda, cayó ante Annika Beck                |
| 31    | 35    | Magdaléna Rybáriková      | 1,385        | 80                | 65             | 1,370          | Tercera ronda, cayó ante Jelena Jankovic [7]        |
| 32    | 36    | Garbiñe Muguruza          | 1,563        | 170               | 10             | 1,403          | Segunda ronda, cayó ante Alisa Kleybanova [PR]      |

### Bajas femeninas
| Ranking | Jugadora        | Puntos Antes | Puntos a Defender | Puntos Ganados | Puntos Después | Baja debido a     |
| ------- | --------------- | ------------ | ----------------- | -------------- | -------------- | ----------------- |
| 1       | Serena Williams | 12,660       | 0                 | 0              | 12,660         | Boicot al Torneo  |
| 25      | Maria Kirilenko | 2,046        | 450               | 0              | 1,595          | Lesión de rodilla |
| 29      | Venus Williams  | 1,706        | 0                 | 0              | 1,706          | Boicot al Torneo  |
| 31      | Jamie Hampton   | 1,532        | 80                | 0              | 1,452          | Lesión de cadera  |

- Ranking al 3 de marzo de 2014

### Dobles femeninos
| Tenista                              | Ranking | Preclasificada |
| Hsieh Su-wei / Peng Shuai            | 3       | 1              |
| Yekaterina Makarova / Yelena Vesnina | 7       | 2              |
| Sara Errani / Roberta Vinci          | 12      | 3              |
| Květa Peschke / Katarina Srebotnik   | 14      | 4              |
| Cara Black / Sania Mirza             | 24      | 5              |
| Andrea Hlaváčková / Lucie Šafářová   | 25      | 6              |
| Ashleigh Barty / Casey Dellacqua     | 34      | 7              |
| Lucie Hradecká / Zheng Jie           | 37      | 8              |

- Ranking del 24 de febrero de 2014

## Campeones

### Individuales masculinos
Novak Djokovic venció a  Roger Federer por 3-6, 6-3, 7-6(7–3).

### Individuales femeninos
Flavia Pennetta venció a  Agnieszka Radwanska por 6-2, 6-1.

### Dobles masculinos
Bob Bryan /  Mike Bryan vencieron a  Alexander Peya /  Bruno Soares por 6-4, 6-3

### Dobles femenino
Su-Wei Hsieh /  Shuai Peng vencieron a  Cara Black /  Sania Mirza por 7-6(7-5), 6-2